# Czyżów Szlachecki (gromada)
Czyżów Szlachecki – dawna gromada, czyli najmniejsza jednostka podziału terytorialnego Polskiej Rzeczypospolitej Ludowej w latach 1954–1972.
Gromady, z gromadzkimi radami narodowymi (GRN) jako organami władzy najniższego stopnia na wsi, funkcjonowały od reformy reorganizującej administrację wiejską przeprowadzonej jesienią 1954 do momentu ich zniesienia z dniem 1 stycznia 1973, tym samym wypierając organizację gminną w latach 1954–1972.
Gromadę Czyżów Szlachecki z siedzibą GRN w Czyżowie Szlacheckim utworzono – jako jedną z 8759 gromad na obszarze Polski – w powiecie opatowskim w woj. kieleckim, na mocy uchwały nr 13f/54 WRN w Kielcach z dnia 29 września 1954. W skład jednostki weszły obszary dotychczasowych gromad Czyżów Szlachecki, Czyżów Plebański, Chrapanów, Dąbie, Dziurków, Pawłów, Podszyn i Wygoda (bez kolonii Wygoda Bankowa) oraz kolonia Kolęcin z dotychczasowej gromady Suchodółka ze zniesionej gminy Czyżów Szlachecki w tymże powiecie. Dla gromady ustalono 26 członków gromadzkiej rady narodowej.
31 grudnia 1961 gromadę włączono do powiatu sandomierskiego w tymże województwie.
Gromada przetrwała do końca 1972 roku, czyli do kolejnej reformy gminnej.